# Wom! A2
Pour les articles homonymes, voir WOM et A2.
Wom! A2 est un groupe de rock espagnol, originaire de Barcelone, en Catalogne. Il est souvent défini par la presse spécialisée locale comme « le Clash de Barcelone », bien qu'ils se soit toujours éloigné de toute classification musicale.
Ils comptent deux albums, WOM! A2 (1986, Tuboescape Records/Sapphire) et Ruido y Cabaret (1987, Ips & Co/DRO), coproduits par Sabino Méndez et Ricard Puigdomènech (Loquillo et Los Trogloditas). Les couvertures sont réalisées par Andrés Hispano (producteur audiovisuel, commissaire d'exposition, peintre et illustrateur) et sont sélectionnées parmi les meilleures de l'année par plusieurs magazines spécialisés.

## Biographie
Wom! A2 est formé en 1982 à Barcelone, bien qu'il n'ait commencé à agir avec une certaine assiduité qu'un an plus tard. C'est justement à cette période que le groupe de Josepe Gil (chanteur, guitariste et compositeur) prend contact avec Roy Bonet pour remplacer leur premier bassiste, Sergio Segura. Bientôt, ils entament les négociations avec le label indépendant Discos DNI, pour lequel ils enregistrent deux chansons. Cependant, la fermeture du label intervient et le single ne sera jamais édité.
Au fil des jours, ils préparent un mini-album (Wom! A2) avec la production de Sabino Méndez (de Loquillo et Los Trogloditas), qui participe également à la composition de certaines chansons et invite Ricard Puigdomènech (également Los Trogloditas) à contribuer à la guitare sur certains morceaux. Enregistré aux Trak Studios de Madrid, il est finalement publié en mars 1986 au label Tuboescape. Après l'enregistrement de l'album, ils recrutent le guitariste Dani Prenafeta, du groupe Kamenbert. Le vinyle est particulièrement bien accueilli par les médias indépendants.
Leur deuxième album, Ruido y cabaret, est enregistré à Londres, au Royaume-Uni, en 1987, et produit de nouveau par Sabino Méndez et Ricard Puigdomènech. Il est sorti chez Ips & Co et distribué par DRO. En revenant de Londres, Dani se concentre sur la retour de Kamenbert et quitte le groupe, qui recrute Xavi Nuri (Tacker) à la guitare. Après quelques concerts dans toute la péninsule et le sud de la France, la fatigue et les divergences d’opinion poussent Kim Serrat à partir. Elle est remplacée à la batterie par Sergio Ramos, du groupe Sintiendoolo Mucho (et plus tard par Barbara Stann et Ojos de Brujo). 
Avec cette formation, Wom! A2 tourne pendant un certain temps, et commence à préparer des morceaux pour un nouvel album. Bientôt, Loquillo fait une offre à Xavi Tacker auquel, Wom! A2 ne correspond pas. Les divergences internes, les défections et la fatigue mènent à un dernier concert de Wom! A2 dans la sala KGB de Barcelone.
Après la séparation du groupe, Josepe Gil continue continuent dans la peinture et s'installe dans différentes villes européennes. Josepe évolue toujours sur la scène indépendante.

## Influences et image
Le groupe, qui comprend Josepe Gil (chant, composition et guitare) et Roy Bonet (basse et chœurs), a, au cours de sa carrière, collaboré à point nommé avec les batteurs Jordi Vila (Los Amantes de María), Kim Serrat (ex-Insoportables) et Sergio Ramos (Barbara Stann, Ojos de Brujo) ; ainsi qu'avec les guitaristes Dani Prenafeta (Kamenbert) et Xavi Nuri (Tacker). Ils jouent un rock puissant (avec des éléments issus du punk rock, du garage rock, du rockabilly, mais aussi du blues et de la soul). Ils luttent contre le conformisme et prônent le changement à Barcelone : organiser des concerts et festivals (ils ont créé le promoteur La Iguana), importer des groupes extérieurs, l'éditer des fanzines et collaborer sur les chaines de radio.

## Discographie
- 1986 : WOM! A2
- 1987 : Ruido y cabaret